# كيث باركر
كيث إدوارد باركر (بالإنجليزية: Keith Edward Parker) هو سياسي كندي، ولد في 30 يناير 1945 في موسجاو في كندا. حزبياً، نشط في حزب ساسكاتشوان المحافظ التقدمي. وقد انتخب عضو المجلس التشريعي من ساسكاتشوان.